# Jim Mather

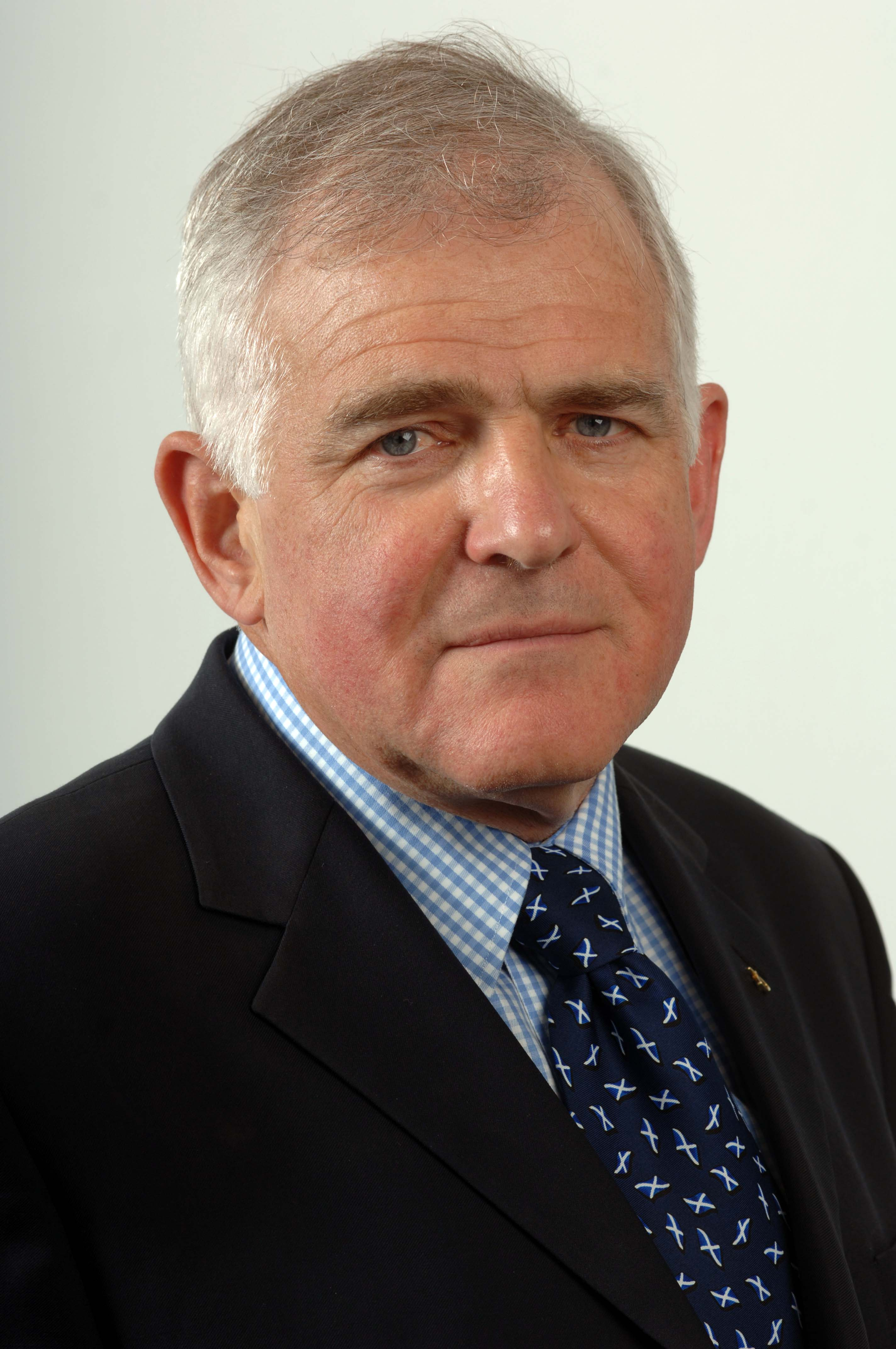
Jim Mather

Jim Mather (* 6. März 1947 in Lochwinnoch) ist ein schottischer Politiker und Mitglied der Scottish National Party (SNP).
Mather besuchte die Paisley Grammar School und die Greenock High School. Anschließend studierte er Buchführung, Jura und Wirtschaftslehre an der Universität Glasgow und war dann für verschiedene Wirtschaftsunternehmen tätig.

## Politischer Werdegang
Erstmals trat Mather bei den Parlamentswahlen 1999 zu nationalen Wahlen an. Da er in seinem Wahlkreis Ross, Skye and Inverness West nur den drittgrößten Stimmenanteil für sich verbuchen konnte, verpasste er den Einzug in das neugeschaffene Schottische Parlament. Nach dem Rücktritt des Labour-Politikers Ian Welsh wurden im Jahre 2000 Nachwahlen im Wahlkreis Ayr angesetzt, zu denen Mather als Kandidat der SNP antrat. Mather konnte sich aber nicht gegen den Konservativen John Scott durchsetzen. 2003 kandidierte Mather im Wahlkreis Argyll and Bute und konnte den dritthöchsten Stimmenanteil für sich verbuchen. Da er auch auf der Regionalwahlliste der Wahlregion Highlands and Islands gesetzt war, erhielt Mather infolge des Wahlergebnisses eines von sieben Listenmandaten der Wahlregion und zog in das Schottische Parlament ein. Ab 2003 war er Schattenminister für Wirtschaft. Bei den Parlamentswahlen 2007 erhielt Mather den größten Stimmenanteil im Wahlkreis Argyll and Bute und gewann das Direktmandat von dem Liberaldemokraten George Lyon. Nach den Wahlen wurde Mather zum Junior-Minister für Unternehmen, Energie und Tourismus bestellt. Zu den Parlamentswahlen 2011 trat Mather nicht mehr an.